# Mark Demetz
Mark Demetz (* 17. Februar 1981 in Brixen) ist ein ehemaliger italienischer Eishockeytorwart, der zuletzt beim WSV Sterzing Broncos unter Vertrag stand.

## Karriere
Demetz bestritt die letzten drei Meisterschaften mit Valpellice und brachte es auf insgesamt 106 Einsätze in der Serie A2. Zuvor stand er auch bei Gröden, SHC Fassa, HC Varese, HC Pustertal, Turin und Mailand unter Vertrag.
1997 stieg er mit Gröden in die Serie A auf und wechselte eine Saison später zu Fassa. 1999 hütete er das Tor von Varese in der Serie A1 und wurde zum besten Torwart der U20-Junioren-C-Weltmeisterschaft gekürt. Von 2000 bis 2002 stand er für den HC Pustertal auf dem Eis und wechselte 2006 nach Valpellice, wo er im Vorjahr in 29 Meisterschaftsspielen 66 Gegentreffer einstecken musste und zum besten Torhüter der gesamten Liga gekürt wurde. Vor allem in den Play-offs erwies er sich als sicherer Rückhalt.
Im Sommer 2009 wechselte er zum amtierenden italienischen Meister HC Bozen, wo er die Nummer zwei im Tor war. Die Nummer eins beim HC Bozen war wie im Jahr zuvor der Finne Päsi Häkkinen. Gegen Ende der Saison 2009/10 wechselte er zum Farmteampartner des HC Bozen, dem HC Eppan, mit dem er 2010 auf Anhieb Meister der Serie A2 wurde. In der Spielzeit 2012/13 konnte er erneut mit dem HC Eppan den Meistertitel der Serie A2 gewinnen. Am Gewinn dieses Titels hatte Demetz maßgeblichen Anteil. Er blieb von Minute 24:57 im fünften und entscheidenden Spiel des Halbfinales bis zum Ende des letzten Spieles des Finales in der regulären Spielzeit für 363 Minuten und 13 Sekunden ohne Gegentreffer. Zur Saison 2013/14 kehrte Demetz nach Gröden zurück. Seine Karriere ließ er in der Spielzeit 2015/16 beim WSV Sterzing Broncos ausklingen.

### International
Für Italien nahm Demetz im Juniorenbereich an der U18-Junioren-B-Weltmeisterschaft 1999 sowie der U20-Junioren-C-Weltmeisterschaft 1999 teil. Des Weiteren stand er im Aufgebot Italiens bei den U20-Junioren-B-Weltmeisterschaften 1997, 2000 und 2001.

## Erfolge und Auszeichnungen
| - 2004 Italienischer Meister mit dem HC Milano Vipers - 2004 Coppa Italia-Gewinn mit dem HC Milano Vipers - 2005 Italienischer Meister mit dem HC Milano Vipers - 2005 Coppa Italia-Gewinn mit dem HC Milano Vipers | - 2006 Italienischer Meister mit dem HC Milano Vipers - 2010 Meister der Serie A2 mit dem HC Eppan - 2013 Meister der Serie A2 mit dem HC Eppan |

### International
- 1999 Aufstieg in die Division I bei der U20-Junioren-Weltmeisterschaft der Division II
- 1999 Bester Torwart der U20-Junioren-Weltmeisterschaft der Division II